# Sungsimdang
 (mai 2025).
 (avril 2025).
 (avril 2025).
Motif : Où sont les sources ?
- Archive Wikiwix
- Bing
- Cairn
- DuckDuckGo
- E. Universalis
- Gallica
- Google
- G. Books
- G. News
- G. Scholar
- Persée
- Qwant
- (zh) Baidu
- (ru) Yandex
- (wd) trouver des œuvres sur Wikidata

| 1. | Préciser le motif de la pose du bandeau. | Précisez le motif de la pose du bandeau en utilisant la syntaxe suivante : {{admissibilité à vérifier\|date=août 2025\|motif=remplacez ce texte par le motif}}                   |
| 2. | Informer les utilisateurs concernés.     | Pensez à avertir le créateur de l'article, par exemple, en insérant le code ci-dessous sur sa page de discussion : {{subst:avertissement admissibilité à vérifier\|Sungsimdang}} |

Sungsimdang (성심당) est une boulangerie-pâtisserie affiliée à l'Église catholique, exploitée par Rosso Co., Ltd., une entreprise locale de la ville de Daejeon. Son siège principal est situé dans le quartier de Eunhaeng-dong (은행동), dans l’arrondissement de Jung-gu. Son secteur d’activité est la fabrication de produits de boulangerie, et elle fait partie des trois meilleures boulangeries-pâtisseries de Corée du Sud. Son PDG est Lim Yeong-jin (nom de baptême : Joseph). Ce dernier dirige l’entreprise avec son épouse, Madame Kim Mi-jin (nom de baptême : Agnès).  

## Description
Sungsimdang a été fondé le 15 octobre 1956 par Im Gil-sun Ambroise [Im Gil-sun Ambrosio] (1912–1997), un fervent catholique, qui avait lors ouvert une petite boutique de pains cuits à la vapeur  devant la gare de Daejeon.
C'est une des trois boulangeries les plus célèbres de Corée du Sud, et elle se classe au premier rang des ventes parmi les boulangeries non franchisées à l'échelle nationale. C'est l'un des endroits les plus célèbres de Daejeon et le plus reconnaissable parmi les trois principales boulangeries du pays. En plus d'être la plus connue parmi les boulangeries renommées, c'est une boulangerie qui a été introduite dans le Guide Michelin et qui est considérée comme l'un des meilleurs représentants du travail indépendant local.

## Histoire
L’histoire de Sungsimdang commence en 1956, dans une modeste boulangerie-pâtisserie située près de la gare de Daejeon. Depuis lors, nourrie par l’amour et la fierté des habitants de Daejeon, Sungsimdang est devenue une entreprise emblématique de la région et de son terroir. Animés par l’esprit catholique, elle fait de ses valeurs un guide au quotidien. Au service des autres et de la communauté, elle brille notamment au travers de ses nombreuses activités de bénévolat et de la qualité de ses pâtisseries.

### 1.1 Les débuts
Le fondateur de Sungsimdang, Im Gil-sun Ambroise, qui exploitait auparavant un verger dans son village natal de Hamju-gun (함주군), dans la province du Hamgyong du Sud (함경남도), a fui vers le Sud avec sa grand-mère, son épouse et ses quatre filles à bord du Meredith Victory lors de l'évacuation de Hungnam (흥남 철수작전) pendant la guerre de Corée (1950-1953). Après être passé par Geoje et Jinhae (actuellement Jinhae-gu, dans la ville de Changwon), il décida en 1956 de se rendre à Séoul avec sa famille pour y chercher de meilleures conditions de vie. Toutefois, en raison d'une panne de train, il fut contraint de descendre à Daejeon, où il s’installa par hasard. 
C'est dans cette situation précaire qu'il se rendit à la cathédrale Daheung-dong, siège du diocèse catholique de Daejeon, où le prêtre Oh Gi-seon (Joseph) lui remit deux sacs de farine. Plutôt que de consommer cette farine uniquement pour sa famille, Im Gil-sun choisit de préparer des pains cuits à la vapeur (찐빵) qu’il vendit sous une tente improvisée devant la gare de Daejeon.

Dès les débuts de l'entreprise, une règle stricte fut instaurée : 
« Tous les pains produits dans la journée doivent être vendus le jour même. »
 S’il restait du pain, celui-ci était donc systématiquement distribué non seulement aux orphelins de guerre et aux sans-abri, mais aussi aux personnes âgées et aux enfants du quartier. C'est cette gestion éthique de l’entreprise qui a permis de forger l’identité de Sungsimdang. Cette tradition de don de pain, née dès lors, perdure encore aujourd'hui, contribuant à l’image positive de l’enseigne auprès des habitants de Daejeon, qui associent Sungsimdang à un commerce éthique et de confiance, réputé pour ne jamais vendre de pain fait la veille.
Cependant, c'est aussi cette même philosophie du partage qui a parfois conduit l'entreprise à affronter des situations délicates : lors du Mouvement de juin 1987 pour la démocratie, Sungsimdang distribua les pains invendus aussi bien aux manifestants qu'aux forces de l’ordre, ce qui valut au directeur Lim Yeong-jin d’être convoqué par le parquet pour suspicion d’activités antigouvernementales et violation de la Loi relative à l'aggravation des peines applicables à certains crimes, menaçant sa survie et celle de son entreprise. Heureusement, des membres des forces de l’ordre, mobilisés pour la répression des manifestations, attestèrent eux-mêmes avoir reçu et mangé du pain de Sungsimdang ce qui contribua éventuellement à innocenter l'entreprise peu après la déclaration du 29 juin.

### 1.2Crise FMIet déclin
L’histoire récente de Sungsimdang est marquée par une série d’épreuves qui ont failli entraîner sa disparition, mais aussi par une formidable capacité de résilience.

#### Les années 1990: un pari risqué
À partir du milieu des années 1990, Im Gi-seok, frère cadet du PDG Im Yeong-jin, décida de se lancer dans une expansion en franchise. Malgré el fait que Im Yeong-jin, fils aîné du fondateur Im Gil-sun, restait réticent à cette idée, son frère décida de mener une politique d’expansion précipitée dès 1995. Malheureusement, le projet ne rencontra pas le succès escompté. Face à la prolifération rapide de chaînes nationales comme Paris Baguette et Tous les Jours, il devint extrêmement difficile pour une simple boulangerie locale de Daejeon de rivaliser. La crise financière asiatique de 1997 n’arrangea rien : les difficultés économiques s’ajoutèrent à une concurrence féroce. En conséquence, les usines et succursales implantées dans les régions de Daejeon et du Chungcheong du Sud durent fermer, et Sungsimdang fut contraint de se recentrer sur son magasin principal.

#### Années 2000: Phase de transformation
À la suite de cet échec, Im Gi-seok partit tenter sa chance aux États-Unis, où il s’éteignit en 2006. Parallèlement, en 2001, Sungsimdang abandonna son statut de commerçant individuel pour devenir une société anonyme avec la création de Rosso Co., Ltd. C’est avant son décès que Im Yeong-jin, pour soulager son frère fortement endetté, contracta un important emprunt afin de racheter ses bâtiments, participant de ce fait à la renaissance de Sungsimdang.

#### 2005: Incendie
Le 22 janvier 2005, un nouvel obstacle surgit : un incendie ravagea les trois premiers étages du bâtiment principal de Sungsimdang.Nombreux furent ceux qui pensèrent que l’entreprise ne s’en relèverait pas, y compris la directrice Kim Mi-jin, qui considéra de fermer boutique définitivement. Cependant, face au courage et à la détermination de ses employés, qui réparèrent eux-mêmes les équipements, nettoyèrent les lieux, suspendirent des banderoles et achetèrent des fours d'occasion, elle décida de relancer l’activité. Grâce à leur mobilisation, le magasin fut remis en état en seulement cinq jours, les premiers pains furent cuits au bout de six jours, et la production normale reprit au bout d'une semaine.

#### Un nouveau départ
Au début des années 2000, Sungsimdang était perçu par les habitants de Daejeon comme un "vieux commerce" en déclin, presque oublié dans les méandres de l’Histoire moderne. Cependant, après l’échec de la franchise et la renaissance post-incendie, l’entreprise choisit de se recentrer sur ses valeurs d'origine : la qualité artisanale, la constance, et la fidélité à ses racines. Son activité de restauration collective, déjà en place avant la crise, continua à assurer un revenu stable, permettant à l’entreprise de survivre malgré les difficultés. Aussi, fort de ces douloureuses expériences, Sungsimdang adopta une politique extrêmement prudente en matière d’expansion depuis lors.

#### 2012: Retour symbolique aux origines
Après l'ouverture d'un second point de vente au Lotte Department Store de Daejeon, Sungsimdang inaugura en 2012 son troisième magasin, cette fois à la gare de Daejeon, pour subvenir aux besoins des personnes de passage. Depuis, l’entreprise s’est concentrée sur l’achat de bâtiments autour de son siège d'Eunhaeng-dong, diversifiant ses activités notamment dans le domaine des desserts (comme les célèbres bingsu « 빙수 »). En s’installant à nouveau près de la gare, Sungsimdang est, d’une certaine manière, retournée à ses origines, là même où tout avait commencé en 1956.

### 1.3Renaissance en tant que symbole fort du terroir de Daejeon
À la fin des années 2000, soutenu par l'intérêt des collectivités locales de Daejeon engagées dans la recherche de marques régionales emblématiques et de nouveaux atouts touristiques, Sungsimdang commença à diversifier ses offres. Plutôt que de se reposer uniquement sur ses produits phares — le pain à la ciboulette (부추빵) et le pain frit aux haricots rouges (튀김소보로) —, l’entreprise lança de nouvelles créations comme le pain frit à la patate douce, le Bomunsan Meari (보문산 메아리), ou encore la baguette aux œufs de poisson (명란 바게트). La montée en puissance des médias en ligne, l’évolution des habitudes alimentaires des jeunes générations — privilégiant de plus en plus le pain au détriment du riz —, contribuèrent également au succès fulgurant de cette stratégie. Sungsimdang parvint ainsi à dépasser la notoriété qu’elle avait connue jadis.
En janvier 2013, Sungsimdang fut invitée au Lotte Department Store de Sogong-dong à Séoul pour y vendre ses produits pendant une semaine, notamment son célèbre pain frit. L’obtention d’un brevet pour cette recette (튀김소보로) permit à l’entreprise de maintenir la qualité et la texture de ce produit tout en assurant une production de masse, ce qui renforça ses capacités d'expansion. 

C'est après cette courte expérience que l'enseigne fit sa grande entrée au Lotte Department Store de Daejeon, où son succès fut immédiat : les habitants des quartiers de Seo-gu et de Yuseong-gu à Daejeon se ruèrent sur ce nouveau point de vente à tel point que, voyant le succès de cette entreprise, le Lotte World Mall à Séoul proposa également à Sungsimdang d’y ouvrir une boutique de manière définitive. Cependant, l’entreprise refusa, réaffirmant son principe fondamental:
 « Sungsimdang est une enseigne que l’on ne peut trouver qu’à Daejeon. » 
Même aujourd’hui, Sungsimdang respecte fermement cet engagement, brandissant avec fierté ses origines et ne souhaitant pas s’en éloigner. 

#### La contribution de Sungsimdang à la revitalisation du centre-ville de Daejeon
Dans les années 2000, alors que le vieux centre-ville de Daejeon — dont dépend Eunhaeng-dong — se vidait progressivement à cause du déménagement de la mairie de Daejeon, du siège de la province du Chungcheong du Sud vers Naepo New City, et de la démolition du complexe commercial Hongmyeong, le tissu commercial local connut un sérieux déclin. Malgré les diverses tentatives de revitalisation initiées par l'arrondissement de Jung-gu, la plupart échouèrent — à l'exception de Sungsimdang, qui resta un pilier commercial central pour le quartier. Par la suite, celle-ci étendit d'autant plus sa présence: elle racheta les bâtiments autour du siège d'Eunhaeng-dong et ouvrit des espaces spécialisés comme le Cake Boutique, dédié aux gâteaux, et Yetmat Somssi (옛맛솜씨), spécialisé dans les desserts coréens traditionnels. Elle alla même jusqu'à acquérir des terrains pour créer des parkings destinés à la clientèle, augmentant grandement leur satisfaction au point qu'aujourd’hui, dans les rues autour du siège d’Eunhaeng-dong, presque tout appartient à Sungsimdang.

### 1.4 Reconnaissance du Pape François
En 2014, lors de sa visite en Corée du Sud, le pape François prit le KTX (train à grande vitesse) pour se déplacer et choisit de consommer les pâtisseries de Sungsimdang pour son petit-déjeuner. Avant de quitter les lieux, il y laissa un pourboire en euros, qui est encore fièrement exposé dans la boutique. À l’occasion du 60ᵉ anniversaire de Sungsimdang, le pape François honora également l’entreprise en lui remettant la Croix de Grand Officier de l’Ordre de Saint Grégoire le Grand accompagnée de sa propre signature. Cette récompense n'était pas une simple reconnaissance pour avoir servi le Saint-Père, mais un hommage à Sungsimdang, pour ses plus de 60 ans de dons de pains aux plus démunis, fidèle à l'esprit de charité propre à la religion catholique.

### 1.5 Situation actuelle

#### La croissance continue de Sungsimdang
Sungsimdang n'a cessé de croître au fil des années. En 2015, l'entreprise enregistrait un chiffre d'affaires annuel de 40 milliards de wons. En 2017, elle ouvrit son point de vente au Daejeon Convention Center (DCC), et atteignit un chiffre d'affaires de 63 milliards de wons en 2021, se classant ainsi première parmi toutes les boulangeries non franchisées du pays en termes de ventes. En 2022, Sungsimdang franchit un nouveau cap avec 80 milliards de wons de chiffre d'affaires, recevant la Tour du chiffre d'affaires (매출의 탑) décernée par la ville de Daejeon. En 2023, elle dépassa la barre symbolique des 100 milliards de wons pour atteindre 124,3 milliards de wons. Selon la Commission des services financiers, les ventes de Sungsimdang ont atteint 193,76 milliards de wons en 2024, soit une augmentation de 56 % par rapport à l'année précédente. Sur la même période, le bénéfice d'exploitation s'est élevé à 47,8 milliards de wons, enregistrant une hausse de 50 % par rapport à l'année précédente (31,5 milliards de wons).

#### L'essor spectaculaire du point de vente du DCC
Face à la demande croissante, le point de vente du DCC fut contraint de déménager temporairement dans une boutique voisine durant les travaux d'agrandissement en 2022. Pendant cette période, des produits emblématiques comme le pain frit aux haricots rouges y furent vendus. Après l'achèvement des travaux en novembre 2023, la boutique rouvrit ses portes dans un espace rénové, attirant des files d'attente encore plus impressionnantes qu'auparavant. Il n’est pas rare que l'ensemble du 1er étage du DCC soit rempli par les clients faisant la queue pour y entrer. Généralement, les files d'attente commencent à s’allonger dès 11h du matin, atteignant leur pic en après-midi. À l'occasion du Festival de Minuit de Daejeon (0시축제), un système de réservation via TableLink fut temporairement mis en place pour mieux gérer l’afflux massif de visiteurs dû à sa grande notoriété.

#### L'incroyable phénomène du "딸기시루" (Gâteau aux fraises)
Durant les festivités de Noël 2024, un spectacle inattendu anima le siège d'Eunhaeng-dong : pour acheter le célèbre gâteau aux fraises "딸기시루", des files d'attente se formèrent dès 5 heures du matin, s'étendant jusqu'aux galeries souterraines de la station Jungangno. Face à la forte demande, des services de mandat d'achat (personnes payées pour faire la queue) apparurent, et des revendeurs proposèrent le gâteau — vendu normalement 43 000 wons — à des prix exhorbitants atteignant plus de 140 000 wons sur des plateformes de revente.

## Une fierté régionale
Sungsimdang est aujourd’hui une institution si célèbre que de nombreux habitants de Daejeon la citent spontanément comme le symbole emblématique de leur ville. Lors de l’élection présidentielle sud-coréenne de 2017, la chaîne SBS diffusa même des images de clients faisant la queue devant le magasin principal de Sungsimdang, choisissant cette scène comme toile de fond représentative de Daejeon. Une part importante de la clientèle de la boutique principale est composée de visiteurs venus de la région métropolitaine de Séoul. 
Qu'ils soient en déplacement professionnel, en excursion touristique ou venus assister à un match des Hanwha Eagles, nombreux sont ceux qui, avant de rentrer via la gare de Daejeon, s'arrêtent chez Sungsimdang pour acheter des pâtisseries à offrir à leur famille ou à leurs proches. Grâce à sa renommée et à son excellent rapport qualité-prix, Sungsimdang est devenu le souvenir gastronomique incontournable à rapporter de Daejeon.
L’enseigne possède plusieurs succursales, mais toutes sont strictement implantées dans la ville de Daejeon ; elle n'a jamais ouvert de franchise ni de point de vente en dehors de la ville, contrairement aux autres grandes boulangeries coréennes qui se sont étendues dans la région de Séoul. Cela renforce la fierté locale et a permis à Sungsimdang de nouer des collaborations régulières et amicales avec la municipalité de Daejeon. La situation géographique de la ville — accessible en seulement une heure de KTX ou de SRT depuis Séoul — rend également la visite facile en excursion d'une journée.  

## Ressources humaines
En interne, Sungsimdang est reconnue pour ses excellentes politiques de ressources humaines. Les salariés bénéficient d’un système de récompenses basé sur l’ancienneté, incluant des primes spéciales et même des lingots d’or. Des salles de repos confortables et une cantine gratuite de qualité sont mises à disposition des travailleurs, et environ 15 % des bénéfices de l'entreprise sont redistribués sous forme de primes de performance. En 2024, l’entreprise a même commencé la construction d'une crèche d’entreprise répartie sur cinq niveaux, marquant ainsi son investissement continu dans le bien-être de ses employés et de leurs familles.

## Spécialités

### 2.1 Les Ppang
Soboro-ppang (소보로)
L'un des produits les plus populaire de la marque.
Sungsim sun-cream ppang "Pain à la crème Sungsim" (성심순크림빵)
Pain moelleux garni d'un mélange de crème fraîche et de crème pâtissière. Produit saisonnier parfait pour l'été.
Steak ppang "Pain au steak" (스테이크빵)
Pain brioché garni de viande de boeuf cuite à la manière coréenne, assorti d'oignons et de légumes. 
Haebaragi "Tournesol" (해바라기)
Pain en forme de tournesol composé de saucisses "frankfurter" enroulées dans une pâte incisée et garni d'oignons et de poivrons.
Kakao sunjeong "Douceur cacao" (카카오순정)
Pain généreusement nappé de chocolat.
Chou Oki-Doki (오키도키슈)
Grand chou à la crème, créé à l'occasion du 60ème anniversaire de Sungsimdang.
Big Match (빅매치)
Pain garni d'une crème au fromage doux et au sirop d'érable.
Butter ppang "Pain au beurre" (버터빵)
Pain moelleux au beurre aux saveurs douces et classiques.
Oh-Boreum ppang "Pain Oh-Boreum" (오보름빵)
Pain saupoudré de poudre de maïs contenant des tranches de noix, des pois verts et de la pâte de haricots rouges.
Pain au lait (팡오레)
Pain de maïs moelleux parsemé de petits grains de sucres perlés.

### 2.2 Les gâteaux
Saeng-keurim ppang "Gâteau à la crème fraîche" (생크림 케이크)
Gâteau fourré à la crème fraîche.
Mousse cake "Gâteau mousse" (무스 케이크)
Gâteau formé d'une mousse légère, idéal pour l'été.
Tart cake "Tarte-gâteau" (타르트 케이크)
Gâteau monté sur un fond de tarte.
Siru Series "Série Siru" (시루 시리즈)
Vendus à la Cake Boutique de Sungsimdang.

### 2.3 Pâtisseries traditionnelles coréennes
Daejeon Blues tteok "Gâteaux de riz Daejeon Blues" (대전 부르스 떡) 
Daejeon Blues Manju "Manju Daejeon Blues" (대전 부르스 만쥬)
Daejeon Blues Jeon-byeong "Jeon-byeong Daejeon Blues" (대전 부르스 전병)
Daejeon Blues Yakgwa "Yakgwa Daejeon Blues" (대전 부르스 약과)
Ang tteok tart "Tart ang-tteok" (앙떡타르트)
Hangwa "Desserts traditionnels coréens" (한과)

## Succursales

### Succursale de la gare de Daejeon (성심당 대전본점)
Ce magasin est situé dans la gare de Daejeon, et le plus grand avantage de l'emplacement est que vous pouvez l'acheter avant de prendre un train ou vous pouvez vous y rendre pendant le transfert des trains.

### Lotte Department Store, succursale de Daejeon (성심당 롯데백화점 대전점)
Il est ouvert de 8h à 22h en semaine et pendant le week-end, indépendamment des horaires d'ouverture du Lotte Department Store. Il vend des articles fabriqués exclusivement pour le grand magasin Lotte à Daejeon, et est un incontournable de l'expérience Sungsimdang. Afin de profiter complètement de l’expérience Sungsimdang, nombreux sont ceux qui visitent le point de vente situé au Lotte Department Store de Daejeon pour éviter la file d’attente de celui situé à la gare et profiter d’une plus grande variété de produits.

### Branche du DCC (성심당 DCC점)
Il s'agit de la succursale la plus récente, qui a ouvert ses portes au public en novembre 2023.